# Rudolf Hartmetz

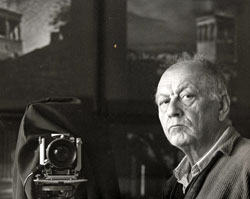
Rudolf Hartmetz (2004)

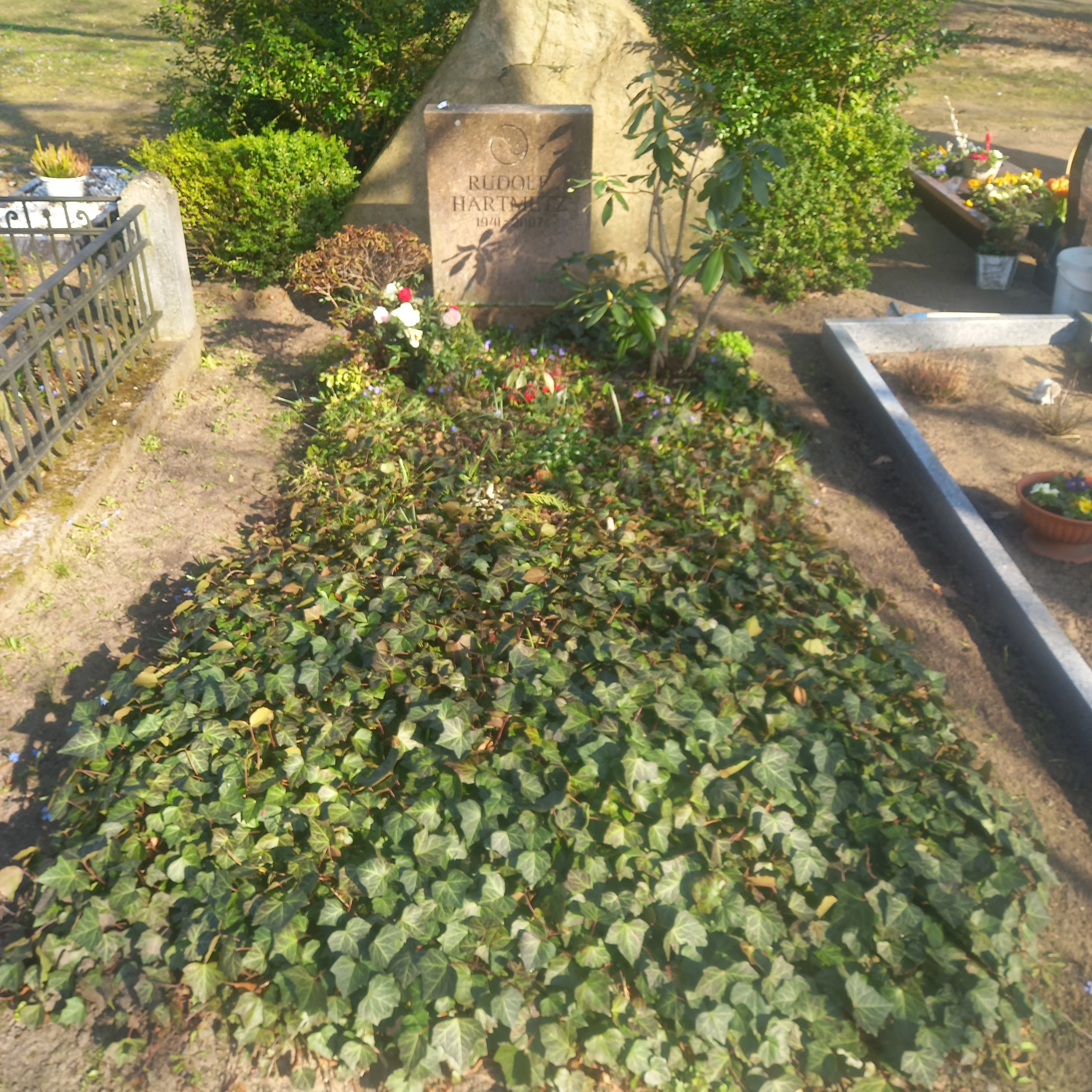
Das Grab von Rudolf Hartmetz auf dem Friedhof in Rheinsberg

Rudolf Hartmetz (geb. 1941 in Łódź; gest. April 2007 in Rheinsberg) war ein deutscher Fotografiker.

## Leben
Geboren 1941 in Lodz, aufgewachsen in Hartha / Sachsen, Fotografenlehre, Militärdienst, Hochschule für Grafik und Buchkunst Leipzig, Diplom, Mitglied im Verband Bildender Künstler. Erste selbständige Arbeiten als Dokumentarist beim Aufbau des Erdölverarbeitungswerkes in Schwedt an der Oder, danach Fotograf bei der Bauakademie in Berlin, seit 1971 freischaffend in Frankfurt (Oder) und ab 1991 in Bautzen, 2006 Umzug ins brandenburgische Rheinsberg. Hartmetz war bis 1990 Mitglied des Verband Bildender Künstler der DDR. Er wurde 1983 mit der Johannes-R.-Becher-Medaille in Silber geehrt. 
Nach kurzer schwerer Krankheit starb Rudolf Hartmetz im April 2007 in Rheinsberg. Der gesamte fotografische Nachlass von Rudolf Hartmetz befindet sich seit November 2020 im Stadtarchiv Frankfurt (Oder).

## Leistungen
Rudolf Hartmetz fotografierte vornehmlich in den Bereichen Landschaft, Stadtbild und Denkmalpflege. Er veröffentlichte zahlreiche Bildbände, Kalender, Postkarteneditionen, ein umfangreiches Mappenwerk und hatte Ausstellungen in Deutschland und Europa.
Fotografien von Hartmetz befinden sich im Stadtarchiv Frankfurt (Oder), im Museum Bautzen, im Archivverbund Bautzen, im Stadtmuseum Schwedt/Oder, im Dokumentationszentrum Alltagskultur der DDR in Eisenhüttenstadt, im Denkmalamt der Stadt Görlitz, im Fürst-Pückler-Museum Park und Schloss Branitz, im Fürst-Pückler-Park Bad Muskau, im Brandenburgischen Landesmuseum für Moderne Kunst Cottbus und bei der Stiftung Preußische Schlösser und Gärten Potsdam.

## Werke

### Bildbände
- Rudolf Hartmetz, Jürgen Barber: Frankfurter Ansichten von oben. In: Der grüne Hering. Band 1. Rat der Stadt Frankfurt (Oder), Frankfurt (Oder) 1988.
- Rudolf Hartmetz, Ernst Badstübner: Bauschmuck der Backsteingotik in der Marienkirche. In: Der grüne Hering. Band 2. Rat der Stadt Frankfurt (Oder), Frankfurt (Oder) 1988.
- Rudolf Hartmetz: Beeskow – Land der stillen Reize. Landratsamt Beeskow, Beeskow 1993.
- Rudolf Hartmetz: Burgen und Schlösser in Brandenburg. Katalog zur Ausstellung auf Burg Beeskow. Hrsg.: Herbert Schirmer. Beeskow 1993.
- Rudolf Hartmetz, Hans Mirtschin, Kito Lorenc: Bautzen – Bilder einer Stadtlandschaft. Lusatia-Verlag, Bautzen 1994, ISBN 3-929091-13-5.
- Rudolf Hartmetz, Hans Mirtschin, Kito Lorenc: terra budissinensis – Ein Fotoalbum aus dem Land Bautzen. Lusatia-Verlag, Bautzen 1997, ISBN 3-929091-44-5.
- Rudolf Hartmetz, Wolfgang Wessig, Hans Mirtschin: Görlitz – Ansichten eines Denkmals. Verlag der Kunst, Dresden 2000, ISBN 90-5705-155-9.
- Rudolf Hartmetz, Hans Mirtschin, Karlheinz Blaschke: Die Oberlausitz – eine Ortsbestimmung. Verlag der Kunst, Dresden 2001, ISBN 90-5705-165-6.
- Rudolf Hartmetz, Andrea Gross: Ortenburg Bautzen – Sächsisches Oberverwaltungsgericht. Hrsg.: Staatliches Vermögens- und Hochbauamt Bautzen. Bautzen 2002.
- Rudolf Hartmetz, Hans Mirtschin: Zeitmaschine Lausitz. Lausitzer Holzbaukunst. Die traditionelle Holzbauweise in der Nieder- und Oberlausitz. Im Rahmen der Internationalen Bauausstellung Fürst-Pückler-Land 2003/04 in Großräschen. Hrsg.: Herbert Schirmer. Verlag der Kunst, Dresden 2003, ISBN 3-364-00437-4.
- Rudolf Hartmetz: Frühlicht – Eine Spurensuche. Hrsg.: Ingeborg Flagge, Sunna Gailhofer. Deutsches Architektur-Museum, Frankfurt am Main 2003, ISBN 3-9808887-0-3.

### Mitautor bei Bilddokumentationen
- Sachsen-Anhalt. In: Diethart Kerbs, Arbeitsgemeinschaft für Bildquellenforschung und Zeitgeschichte Berlin (Hrsg.): Fotografie und Gedächtnis. Eine Bilddokumentation. be.bra, Berlin-Brandenburg 1997, ISBN 3-930863-24-3.
- Fürst-Pückler-Museum Park und Schloß Branitz, Gut Geisendorf – das Kulturforum der Lausitzer Braunkohle (Hrsg.): Fürstliche Bilder. Pücklers Park und Schloss Branitz in Fotografien aus drei Jahrhunderten. Alfa, Cottbus 2004, ISBN 3-935513-12-7.

### Mappenwerk (Auszug)
Dokumentationen der Sanierung und Revitalisierung historischer Gebäude
- Wiederaufbau der Marienkirche Frankfurt (Oder), 1978–1991
- Kunstschätze der Marienkirche Frankfurt (Oder), 1986
- Eisen und Licht, EKO-Pleinair Eisenhüttenstadt, 1988
- Kunst- und Architekturdenkmale in Brandenburg, 1988–1992
- Orangerie, Vorwerk und Neues Schloss im Fürst-Pückler-Park Bad Muskau, 1993–2006
- Görlitz – fotografische Zustandsbeschreibung eines Denkmals, 1993–2003
- Industriearchitektur des 19. und frühen 20. Jahrhunderts Forst/Lausitz, 1995
- Ecclesia Beatae Mariae Virginis in foro salis. Sanierung und Erneuerung eines Gotteshauses in Bautzen, 1996–1998
- Ernst Rietschel – Tragödie. Sanierung und Neuaufstellung einer Figurengruppe, 1995–2003
- Zittau – die arme Reiche, 1994–1998
- Sanierung und Umnutzung der Ortenburg Bautzen zum Gerichtsgebäude, 1999–2002
- Der Schönhof in Görlitz – Sanierung und Umnutzung zum Schlesischen Museum, 2003–2006

### Buchprojekte (unveröffentlicht)
- Zittau – Bilder einer altehrwürdigen Stadt, Fotografien 1996–1998 mit einem Kommentar zur Geschichte und Stadtgestalt von Dr. Hans Mirtschin,
- Bilder der Parklandschaften des Hermann Fürst von Pückler-Muskau in Branitz, Bad Muskau, Babelsberg, Neuhardenberg und Ettersburg, von 1999 bis 2004;
  - hierzu Ausstellung: „Schläft ein Lied in allen Dingen…“ in Kehl am Rhein 2002
  - hierzu Ausstellungen: IBA Fürst-Pückler-Land in Großräschen, Potsdam, Schloss Branitz 2002, Stadtkirche Neuruppin, 2003
- Arbeitstitel „Auf der Suche nach Europa“, 1991–2006
  - hierzu Ausstellungen: Kehl am Rhein und Colmar 1997, Dresden 1999, Stadtmuseum Bautzen 2001, Neues Schloss Bad Muskau, 2001, Deutsches Architektur Museum Frankfurt am Main 2003[4], Zittau 2004

### Ausstellungen

#### Einzelausstellungen
- 1973 Architektur, Landschaft, Reportage, Porträt, Club Bertolt Brecht, Schwedt
- 1976 Landschaft, Porträt, Akt, Galerie des polnischen Fotokünstlerverbandes, Poznan
- 1979 Bilder aus Frankfurt an der Oder, Ausstellung im Rathaus, Scandicci
- 1979 Landschaftsfotografie, Galerie am Steinweg, Suhl
- 1980 Frankfurt (Oder), städtebauliche Entwicklung, Kulturhaus der KPF, Paris
- 1982 Landschaftsfotografie, Galerie am Institut für Lehrerbildung, Neuzelle
- 1985 Frankfurter Ansichten, Ausstellung im Rathaus Frankfurt/Oder
- 1985 Landschaftsfotografie und Keramik von Stachat, Galerie am Boulevard, Rostock
- 1985 Marienkirche - Sanierung eines Baudenkmals, Marienkirche Frankfurt/Oder
- 1986 Gebirgslandschaften, Galerie im Kulturhaus Seelow
- 1989 Fotografien der Oderlandschaft, Institut für Halbleiterphysik Frankfurt/Oder
- 1993 Burgen und Schlösser in Brandenburg, Burg Beeskow
- 1993 Erste Bilder - Fotografien aus Bautzen, Rathaus Bautzen
- 1993 Minoische Paläste - Phaistos, Mallia, Knossos, Galerie des Kunstverein, Bautzen
- 1994 Burgen und Schlösser in Brandenburg, Galerie der Stadthalle, Kehl
- 1999 Fotografien aus Zittau und der Oberlausitz, Dreiländereck Kunstbahnhof Herrnhut
- 1999 Auf der Suche nach Europa, Haus der Architekten, Dresden
- 1989 Bilder aus der Oberlausitz, Foyer der Stadtbibliothek, Heidelberg
- 2000 Das Kleine & Das Große, Galerie des Kunstverein, Bautzen
- 2001 Auf der Suche nach Europa, Oberlichtsaal im Stadtmuseum, Bautzen
- 2001 Auf der Suche nach Europa, Neues Schloß, Bad Muskau
- 2002 Die Parklandschaften Hermann Fürst Pücklers, Galerie der Stadthalle, Kehl
- 2003 Die Parklandschaften Hermann Fürst Pückler, IBA, Großräschen
- 2003 FRÜHLICHT - Eine Spurensuche, aktuelle Galerie im DAM, Frankfurt / Main
- 2004 Zeitsteine - Bilder aus der Bautzener Altstadt, Theater auf der Ortenburg, Bautzen
- 2004 Für Karl Foerster - Fürst Pücklers Parkschöpfungen, Freundschaftsinsel, Potsdam
- 2004 Lausitzer Holzbaukunst, IBA Zeitmaschine Lausitz, Kreismuseum, Finsterwalde
- 2004 Zeitsprünge - Bilder aus dem frühen Europa, Kunstlade, Zittau
- 2007 Ort und Sicht - von der Suche nach Europa, Tucholsky-Museum Schloß Rheinsberg
- 2008 Europabilder - für die Erich-Arendt-Ausstellung im Stadtmuseum, Bautzen
- 2009 Architektur und Landschaft, Görlitz - Zittau - Bautzen, Stadtbibliothek Bautzen

#### Ausstellungsbeteiligungen
- 2009 bilderwechsel-zeitenwende, Fotografien aus Zittau 1980-2000, Städtische Museen
- 2011 LICHTRÄUME Rudolf Hartmetz, Fotografie | Ute Fritzsch, Innenarchitektur. Die Bautzener Jahre 1991 bis 2006, Oberlichtsaal Stadtmuseum Bautzen[5][6]
- 2015 Fotografie und Gedächtnis - FORST- das deutsche Manchester, Landtag Potsdam
- 2017 Das Wunder der Altstadtmillion Görlitz, Kulturhistorisches Museum, Görlitz.
- 2017 Über die Alpen zum Meer zum Meer, Klaus Hack Skulpturen, Rudolf Hartmetz Fotografie, Otto von Kameke Gemälde, Kunsthaus sans titre, Potsdam
- 2017/2018 Im Moment, Kaisertrutz Kulturhistorisches Museum, Görlitz
- 2019 Fotografie und Gedächtnis - FORST - das deutsche Manchester, Misiones fotogräficas europeas 1984-2019, Madrid Museo ICO PAISAJES ENMARCADOS